# Unser eigenes Ich
Unser eigenes Ich (Originaltitel: Our Very Own, Alternativtitel: Die zweite Mutter) ist ein Spielfilm und Familiendrama von David Miller aus dem Jahr 1950. Der Film wurde 1951 für seine Tontechnik für einen Oscar nominiert.

## Handlung
Gail Macaulay ist ein Teenager kurz vor Abschluss ihrer High School. Während eines Streits mit ihrer jüngeren Schwester Joan erzählt ihr Joan, dass sie adoptiert sei, also dass Fred und Lois Macaulay nicht ihre Eltern sind. Gail ist geschockt, obwohl ihr Freund Chuck und ihre Stiefmutter ihr versichern, dass es bedeutungslos sei.
Sie beschließt nach ihrer leiblichen Mutter zu suchen. Die Adoptivmutter macht einen Kontakt über ihren Anwalt auf, Gail kann aber nicht warten und fährt von Los Angeles nach Long Beach, wo Mrs. Lynch, ihre leibliche Mutter, lebt. Die Wiedervereinigung läuft nicht, wie Gail sie sich vorstellte: Zwar ist die Mutter freundlich, doch sie will ihrem zweiten Ehemann nichts von ihrer Tochter verraten. Sie kehrt zu ihrer Familie zurück. Bei ihrer Schulabschlussfeier hält Gail eine Rede über die wahre Bedeutung von Familie.

## Hintergrund
Der Film war als Schritt gedacht, um der wachsenden Bedeutung des Fernsehens entgegenzutreten. Die Idee Goldwyns war, dass eine Rückkehr zu einfachen Familienwerten helfen könne sich gegenüber dem TV zu behaupten. Der Film war nicht unter den zwölf kommerziell erfolgreichsten Filmen des Jahres 1950, war aber ein wirtschaftlicher Erfolg für Metro-Goldwyn-Mayer.

## Rezeption
Bosley Crowther urteilte für die New York Times, dass die Probleme eines adoptierten Teenagers nur oberflächlig in diesem maschinengemachten Film inszeniert würden.
Farley Granger, der Darsteller des Freundes von Gail Macaulay, schrieb in seiner Autobiographie, dass das Drehbuch sinnlos (pointless) und mäandernd gewesen sei. Die weibliche Hauptrolle sei so süß angelegt gewesen, wie eine Überdosis Süßstoff, seine eigene Rolle amorph. Der Regisseur sei ein sehr netter Mann gewesen, der aber keine Hilfe für irgendwen gewesen sei.

## Nominierung
Für seine Arbeit an Unser eigenes Ich wurde Gordon Sawyer für die Oscarverleihung 1951 in der Kategorie Bester Ton für den Oscar nominiert. Die Auszeichnung ging an Thomas T. Moulton für Alles über Eva.